# 디스 위크 인 WWE
디스 위크 인 WWE(This Week in WWE)는 WWE 러, 스맥다운, NXT의 하이라이트 프로그램으로서 2009년 2월 9일 첫방송을 시작했다. 중부지역에는 월요일 밤 9시에 방영되고 있다.
유로스포츠에서는 모든 유럽 전 지역(영국은 제외)에서 2억명이 넘는 시청자가 시청을 하고 있다. 이 프로그램으 진행자는 잭 코르펠라이다. 2009년 11월 30일에 영국 스포츠 채널인 스카이 스포츠는 방영권 획득을 발표하였다.

## 영국 방영 시간
- 스카이 스포츠 - 일요일 아침 (2010년 ~ 현재)